# Sabotage (노래)
Sabotage는 비스티 보이즈의 4집 앨범에 수록된 곡으로 하드코어 펑크와 랩 코어가 섞인 곡이다. 이 곡으로 인해 비스티 보이즈는 본인들의 연주실력을 유감 없이 뽐냈고, 최정상의 위치까지 올라서게 되었다. 이 곡으로 인해 MTV 비디오 뮤직 어워드에 최우수상, 대상 후보로 거론 되기도 했으나 무관에 그쳤다. 하지만 아까 말했듯이 굳이 상을 타지 않아도 연주실력이나 모든게
최상의 위치에 와 있었다. 그리고 이 뮤직비디오가 상을 타지는 않았어도 최다 수상 후보로 거론되어 더 많은 영향력을 낳게 되었다. 그리고 이 곡이 대박나면서 뉴 메탈, 랩 록 이란 장르가 더 활성화 되기도 했다. (이때는 정통 뉴 메탈, 랩 록 밴드가 콘, RATM밖에는 없었다.)